# Peter Altenberg
Peter Altenberg, původním jménem Richard Engländer (9. březen 1859, Vídeň – 8. leden 1919, Vídeň), byl rakouský spisovatel židovského původu.
Proslavil se především drobnými prózami a aforismy, které zachycují životní pocit Vídeňáků v době před rozpadem rakousko-uherského mocnářství. Stylistickou inspiraci nalezl ve francouzském útvaru básně v próze.
Patřil do okruhu autorů kolem Arthura Schnitzlera (Hermann Bahr, Hugo von Hofmannsthal, Karl Kraus, Alfred Polgar aj.) Typickým pro něj byl bohémský styl života. Často psal ve vídeňských kavárnách. V roce 1900 se zřekl judaismu a v roce 1910 konvertoval ke křesťanství - jeho kmotrem byl architekt Adolf Loos. Celý život trpěl depresemi, byl rovněž závislým na alkoholu. Po většinu života neměl ani vlastní byt, bydlel obvykle po hotelích, závěr života strávil v hotelu Graben na Dorotheergasse ve Vídni, zde žil od roku 1913 až do své smrti v roce 1919. Literární pseudonym zvolil roku 1893 podle města Altenberg an der Donau, kde strávil hezké chvíle jako host rodiny Lercherů. Některé jeho texty zhudebnili Alban Berg a Hanns Eisler. Živil se z velké části jako redaktor Wiener Allgemeine Zeitung, přispíval i do pražských německých novin Prager Tagblatt, berlínského časopisu Schaubühne, mnichovského Simplicissimus a do časopisu Die Fackel Karla Krause. Kraus patřil k největším Altenbergovým příznivcům a podporovatelům, promluvil i na jeho pohřbu.